# Hebeloma anthracophilum
Hebeloma anthracophilum är en svampart som beskrevs av Maire 1910. Hebeloma anthracophilum ingår i släktet fränskivlingar och familjen Strophariaceae.   Inga underarter finns listade i Catalogue of Life.